# Limnocentropus mergatus
Limnocentropus mergatus är en nattsländeart som beskrevs av Douglas E. Kimmins 1950. Limnocentropus mergatus ingår i släktet Limnocentropus och familjen Limnocentropodidae. Inga underarter finns listade i Catalogue of Life.